# Мануел Фридрих
Мануел Фридрих (13. септембар 1979, Бад Кројцнах, Немачка) је бивши немачки одбрамбени фудбалер.
До сада је играо у омладинском тиму а затим и у профи кадру FSV Mainz 05. После промашеног уздизања тог тима у бундеслигу 2002. пребацио се у Вердер Бремен. У том клубу није успио доказати своје квалитете због две узастопне повреде. Поново је био на 6 месеци позајмљен Мајнцу, али након тог периода и прелази поново у тај клуб. Тада 2004. постиже са Мајнцом и прелаз у прву бундеслигу.